# Бисер Јадрана
Регионални музички фестивал Бисер Јадрана такмичарски је фестивал забавне и поп музике, који се сваког лета одржава у Тивту, граду у Црној Гори. Покренут је 2024. године.
Бисер Јадрана је настао по угледу на два некадашња црногорска такмичарска фестивала — Пјесма Медитерана (Будва, 1992—2010) и Сунчане скале (Херцег Нови, 1994—2015). Песме се изводе на плејбек.

## Досадашња издања фестивала
| Година | Датум   | Главне награде                | Главне награде                   | Главне награде                      | Реф.                    |
| ------ | ------- | ----------------------------- | -------------------------------- | ----------------------------------- | ----------------------- |
| Година | Датум   | Златни бисер                  | Сребрни бисер                    | Бронзани бисер                      | Реф.                    |
| 2024.  | 29. јун | Принц — Чардак                | Игор Цукров — Оно нешто то си ти | Јелена Вукојевић — Бивши            | [ 2 ] [ 3 ]             |
| 2025.  | 18. јул | Андријана Божовић — Добро је  | Макадам — Тајно, тајније         | Мајда Божовић — Немам разлога за то | [ 4 ] [ 5 ] [ 6 ] [ 7 ] |
| 2025.  | 19. јул | Дадо Топић и Ана Петан — Небо | Андријана Божовић — Добро је     | Макадам — Тајно, тајније            | [ 4 ] [ 5 ] [ 6 ] [ 7 ] |

Легенда:
|  | Домаће вече     |
|  | Регионално вече |